# 30138 Gonyea
30138 Gonyea este o planetă minoră (asteroid) din centura de asteroizi. A fost descoperită pe 26 martie 2000 la Stația Anderson Mesa de Lowell Observatory Near-Earth-Object Search. 
Obiectul prezintă o orbită caracterizată de o semiaxă mare de 2,243622 UAi, o excentricitate de 0,01, o înclinație de 2,39549 ° în raport cu ecliptica.